# Gambia
Gambia (pełna nazwa ang. Republic of The Gambia, pol. Republika Gambii; dawniej Islamska Republika Gambii) – państwo położone w zachodniej części kontynentu afrykańskiego. Od północy, południa i wschodu graniczy z Senegalem. Od zachodu ma dostęp do Oceanu Atlantyckiego, przy ujściu rzeki Gambii. Dawniej kolonia brytyjska, niepodległość uzyskała w 1965 r. Stolicą jest Bandżul (ang. Banjul). Obecnie członek Unii Afrykańskiej i ECOWAS.

## Geografia
Gambia to najmniejsze pod względem powierzchni państwo kontynentalnej Afryki, zajmujące wąski, 50-kilometrowej szerokości skrawek lądu wzdłuż dolnego biegu rzeki Gambii. Rzeka ta stanowi główny element krajobrazu Gambii. Płynie w rozległej dolinie, którą otaczają niewysokie wzgórza i piaszczysty płaskowyż.
Gambia jest państwem o najniższej maksymalnej wysokości nad poziomem morza (w zależności od źródeł 53 lub 64 m), leżącym w całości na stałym kontynencie.
Gambia położona jest w strefie klimatu zwrotnikowego z wysokimi opadami w porze deszczowej. W dolinie rzecznej występują liczne tereny bagniste i namorzyny, a nad samym brzegiem w górnym biegu rzeki także lasy galeriowe. Wyżej przeważa typowa dla Zachodniego Sudanu sawannowa roślinność trawiasta typu banto faros.

## Historia
Gambia stanowiła niegdyś część historycznych królestw Ghana i Songhaj. Pierwsze wzmianki o tym obszarze pochodzą z IX i X w. od arabskich handlarzy, którzy przewozili przez Saharę niewolników, złoto i kość słoniową. W XV w. pojawili się Portugalczycy, którzy przejęli kontrolę nad handlem, rozwijając morskie szlaki handlowe. W tym czasie obszar dzisiejszej Gambii wchodził w skład państwa Mali.
O kontrolę nad ujściem rzeki Gambii współzawodniczyli Portugalczycy, Hiszpanie i Holendrzy, a później Anglicy i Francuzi. Obszar ten był uznawany za idealne miejsce do penetracji wnętrza Afryki.
W latach 1651–1661 część terenów obecnej Gambii była kolonią Księstwa Kurlandii (ówczesnego lenna I Rzeczypospolitej) – ziemie u ujścia rzeki Gambii (m.in. Wyspę James i Wyspę Św. Marii) kupił bowiem kurlandzki książę Jakub Kettler (zob. kurlandzka kolonizacja w Gambii). Pozostałościami tych czasów są m.in. ruiny Fortu Jakob nazwanego tak na cześć księcia.
Ostatecznie z rywalizacji o kontrolę nad Gambią zwycięsko wyszła Anglia, która zaczęła organizować handel w tym obszarze. Mimo to Francja nie ustępowała i dopiero traktat z 1783 zapewnił Wielkiej Brytanii pełną kontrolę nad rzeką Gambią. Francuzi otrzymali jedynie niewielką enklawę Albreda, którą ostatecznie również przekazali Brytyjczykom w 1857.
Gambia była przez wieki ośrodkiem handlu niewolnikami, których wywieziono stąd prawdopodobnie 3 miliony. W 1807 Imperium Brytyjskie zakazało tego procederu. By uniemożliwić jego kontynuowanie powstała w 1816 osada wojskowa Bathurst (obecnie Bandżul), która kontrolowała ten obszar. W tym czasie Gambią zarządzał gubernator generalny Sierra Leone. Dopiero w 1888 Gambia otrzymała status odrębnej kolonii brytyjskiej.
W XIX wieku dokumenty odnoszą się do „Osady nad rzeką Gambia” (ang. Settlement on the River Gambia). W 1888 r. kolonia została nazwana „Kolonią Gambii” (The Colony of the Gambia). W okresie kolonialnym nie rozróżniano pisowni Gambia i The Gambia. Od czasu uzyskania przez Gambię niepodległości oficjalna nazwa państwa to Republic of The Gambia z przedimkiem The pisanym wielką literą. Szczególną uwagę zwraca się na tę pisownię w pismach anglojęzycznych. 
Po II wojnie światowej zapoczątkowano przemiany polityczne, które doprowadziły do uzyskania niepodległości przez Gambię 18 lutego 1965. Początkowo Gambia była monarchią konstytucyjną w ramach Wspólnoty Narodów. Jednak kilka lat później, 24 kwietnia 1970 przywódca największej partii kraju Dawda Kairaba Jawara proklamował powstanie republiki. Od tego czasu aż do wojskowego zamachu stanu Jawara był prezydentem Gambii.
Już w 1981 doszło do pierwszej nieudanej próby przewrotu w kraju. Prezydent Gambii zdecydował się na zbliżenie ze swoim jedynym sąsiadem Senegalem. W listopadzie 1982 podpisano traktat o konfederacji, powołując do życia Senegambię. Konfederacja Senegalu i Gambii miała powołać wspólne siły zbrojne, a także zjednoczyć gospodarkę i wprowadzić wspólną walutę. Jednak w 1989 Gambia wycofała się z konfederacji.
22 lipca 1994 roku Tymczasowa Rada Rządząca Sił Zbrojnych (Armed Forces Provisional Ruling Council, AFPRC) przejęła władzę w kraju, obalając rządzącego od 24 lat prezydenta Jawarę, a głową państwa został porucznik Yahya Jammeh – przewodniczący Rady. Rada ogłosiła plan demokratycznych przemian w kraju. W 1996 powołana została Tymczasowa Niezależna Komisja Wyborcza (Provisional Independent Electoral Commission, PIEC; później Niezależna Komisja Wyborcza; Independent Electoral Commission, IEC), która miała czuwać nad rejestracją wyborców i przebiegiem wyborów. W 2002 Gambia zakończyła pełny cykl wyborów prezydenckich, parlamentarnych i samorządowych, które zostały uznane przez zagranicznych obserwatorów za wolne i uczciwe. W 2001 prezydent Jammeh został wybrany na drugą kadencję. W parlamencie większość posiada spadkobierca AFPRC – Sojusz na rzecz Reorientacji Patriotycznej i Budowy (Alliance for Patriotic Reorientation and Construction, APRC), głównie, dlatego że najważniejsza partia opozycyjna Zjednoczona Partia Demokratyczna (United Democratic Party, UDP) zbojkotowała ostatnie wybory parlamentarne.
11 grudnia 2015 roku prezydent Yahya Jammeh ogłosił kraj republiką islamską. W wyborach prezydenckich w grudniu 2016 roku przegrał on z kandydatem opozycji Adamą Barrowem, lecz po ogłoszeniu wyników odmówił przekazania władzy zwycięzcy. W związku z tym 19 stycznia 2017 państwa ECOWAS rozpoczęły interwencję zbrojną, w wyniku której po dwóch dniach Jammeh zrezygnował z urzędu prezydenta. Tego samego dnia, na terenie Senegalu, Barrow został zaprzysiężony na prezydenta. W czasie swoich pierwszych tygodni urzędowania prezydent Adama Barrow zmienił oficjalną nazwę państwa z „Islamskiej Republiki Gambii” z powrotem na „Republikę Gambii” i anulował decyzję poprzednika o wyjściu kraju z członkostwa w Międzynarodowym Trybunale Karnym.

## Ustrój polityczny
Gambia jest wielopartyjną republiką z jednoizbowym parlamentem. Większość w parlamencie posiada Sojusz na rzecz Reorientacji Patriotycznej i Budowy, któremu po ostatnich wyborach parlamentarnych w marcu 2012 roku przypadły 43 mandaty. W latach 1994–2001 zakaz uczestniczenia w życiu politycznym kraju obejmował polityków z partii prezydenta Jawary Ludowej Partii Postępowej (People’s Progressive Party, PPP).
Konstytucja z 1970 roku, która ustanowiła republikański ustrój polityczny kraju, została zawieszona w 1994 po zamachu stanu. Powołana przez Radę komisja przygotowała nową konstytucję, która została przyjęta w referendum w sierpniu 1996. Wprowadziła ona silne rządy prezydenckie, jednoizbowy parlament i niezależne sądownictwo. Podkreśla ona również szczególny obowiązek ochrony praw człowieka w Gambii.

## Podział administracyjny
Gambia podzielona jest na 5 okręgów (ang. division) i 1 miasto wydzielone. Okręgi dzielą się na łącznie 37 dystryktów.

## Społeczeństwo

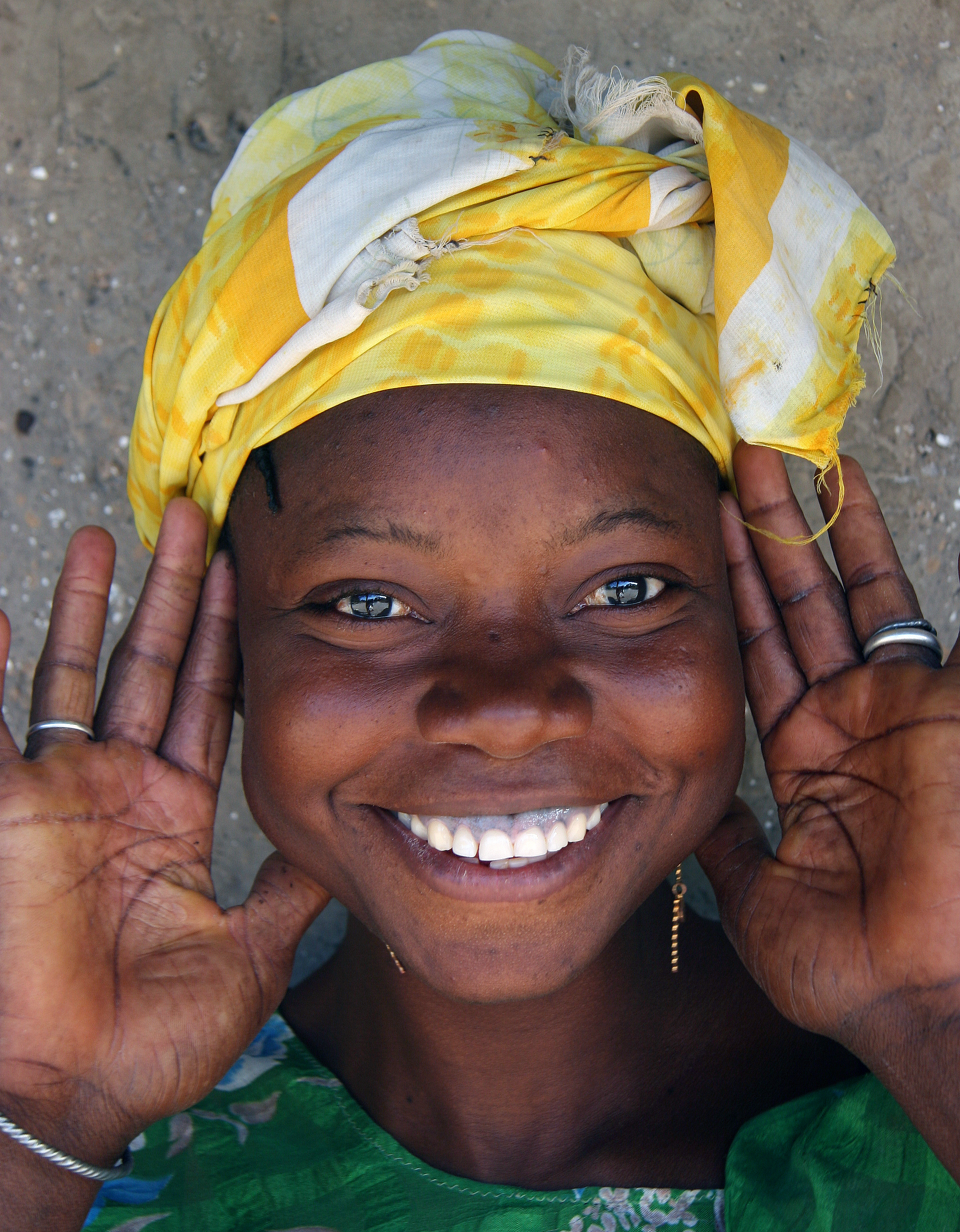
Dziewczyna z Gambii

Społeczeństwo Gambii jest zróżnicowane pod względem etnicznym, ale nie ma większych zatargów pomiędzy tworzącymi je plemionami. Każde z nich zachowało swój język i tradycje. Najważniejszym ludem Gambii jest plemię Mandinka (37,2% ludności), a dalej Fulanie (20%), Wolofowie (12,9%), Soninke (10,1%) i Diola (7,3%).
Blisko 2/3 Gambijczyków mieszka na wsi, ale coraz więcej młodych ludzi emigruje do stolicy kraju w poszukiwaniu pracy oraz wykształcenia.

### Religia
Struktura religijna kraju w 2010 roku według Pew Research Center:
- islam – 95,1%
- katolicyzm – 3,1%
- protestantyzm – 1,5%
- tradycyjne religie plemienne – 0,1%
- pozostali – 0,2%.

Wśród denominacji protestanckich największe stanowią: Kościół Anglikański (2300 wiernych), Kościół Metodystyczny (2000 wiernych), Kościół Luterański (2000 wiernych), Kościół Adwentystów Dnia Siódmego (1653 wiernych), Kościół Zielonoświątkowy (1150 wiernych), Winners Chapel (1000 wiernych) i Zbory Boże (980 wiernych).

## Gospodarka
Gospodarka Gambii oparta jest w znacznej mierze na rolnictwie, w którym pracuje 3/4 ludności czynnej zawodowo. Udział rolnictwa w produkcie krajowym brutto wynosi 29%. Pośród upraw dominują orzeszki ziemne, które stanowią ponad 50% eksportu kraju. Ponadto uprawia się tutaj proso, sorgo, kukurydzę, palmę oleistą, ryż siewny i warzywa. Obecność muchy tse-tse ogranicza możliwość hodowli zwierząt. Coraz większego znaczenia nabiera rybołówstwo.
Ostatnio wzrasta rola turystyki w rozwoju gospodarczym kraju.
Gambia nie posiada dużych zasobów surowców mineralnych, poza kaolinem i rudami cyny. W przemyśle dominuje branża przetwórstwa rolnego.
ONZ zalicza ją do grupy jednych z najsłabiej rozwiniętych państw świata (tzw. LDC – Least Developed Countries).
Głównym bankiem kraju jest Bank Centralny Gambii z siedzibą w Bandżulu.

### Emisja gazów cieplarnianych
Emisja równoważnika dwutlenku węgla z terenu Gambii wyniosła w 1990 roku 0,912 Mt, z czego tylko 0,149 Mt stanowił dwutlenek węgla, a głównym gazem cieplarnianym emitowanym przez ten kraj jest metan. W przeliczeniu na mieszkańca emisja wyniosła wówczas 162 kg dwutlenku węgla, a w przeliczeniu na tysiąc dolarów amerykańskich PKB – 108 kg. Od tego czasu emisje zasadniczo rosną w niedużym tempie, przy czym wzrost emisji samego dwutlenku węgla jest bardziej zauważalny. Głównym źródłem emisji dwutlenku węgla pochodzenia kopalnego cały czas był transport. W 2018 emisja dwutlenku węgla pochodzenia kopalnego wyniosła 0,599 Mt, a w przeliczeniu na mieszkańca 277 kg i w przeliczeniu na tysiąc dolarów PKB – 173 kg.

## Transport
W transporcie główną rolę odgrywa transport wodny rzeką Gambią oraz transport drogowy. W Gambii brak jest linii kolejowych.
W 2003 roku długość dróg utwardzonych w kraju wyniosła 723 km. Przez Gambię nie przebiegała wówczas żadna autostrada. Przeładunek portów 5 lat wcześniej wyniósł 540 tys. ton.
Głównym portem lotniczym jest Yundum koło Bandżulu, zaś głównym portem morskim jest sam Bandżul. 

## Turystyka
Obecnie turystyka w Gambii jest stosunkowo słabo rozwinięta. W 1998 roku wpływy z turystyki zagranicznej wyniosły 512 milionów dolarów, w 2000 kraj odwiedziło 79 tys. turystów zagranicznych, co jest stosunkowo słabym wynikiem patrząc na podobne statystyki dotyczące takich krajów jak Wyspy Zielonego Przylądka, Liberia, Burkina Faso czy Wybrzeże Kości Słoniowej. Może to wynikać z niestabilnej sytuacji politycznej w regionie Afryki Zachodniej.
Największymi atrakcjami turystycznymi Gambii są plaże i parki narodowe. Dużym zainteresowaniem turystów cieszą się m.in: wyspa James w dorzeczu rzeki Gambii, gdzie w czasach przedkolonialnych istniał punkt sprzedaży niewolników, a także region historyczny Senegambia, gdzie znajdują się 4 grupy kamiennych kręgów- megalityczne monumenty z ok. III w. p.n.e.-XVI w.